# XIV millennio a.C.
Il XIV millennio a.C. inizia il 1º gennaio dell'anno 14000 a.C. e termina il 31 dicembre dell'anno 13001 a.C. incluso.

## Eventi
- Giappone: Inizio del Periodo Jōmon Antico, (fino al 10000 a.C.), Invenzione della Ceramica e segni di una Civiltà mesolitica (forse neolitica) ad opera dei Proto-Ainu.
- Stati Uniti: Probabile presenza dell'uomo nel sito di Meadowcroft Rockshelter, in Virginia, dove sono stati ritrovati dei manufatti litici e forse dei focolari di fattura pre-Clovis.[1][2][3][4][5].

## Invenzioni, scoperte, innovazioni
- intorno all'anno 14000 a.C. - Europa:
  - Sviluppo delle civiltà magdaleniane nell'Europa occidentale
  - Sviluppo dei microliti in Europa.
  - Francia: Occupazione delle Grotte di Lascaux, una vera e propria galleria di opere di arte rupestre, detta anche per la sua ricchezza di pitture rupestri "La cappella Sistina del Paleolitico".
- intorno all'anno 13500 a.C. - Germania: Cultura di Amburgo di tipo Epigravettiano, (c.a. 13500 a.C.– ca. 11200 a.C.), caratterizzata da punte e utensili zinken (in tedesco tracciare), usati come ceselli nella lavorazione delle corna. Venne ad espandersi dalla Francia settentrionale, alla Scandinavia meridionale nel nord e nella Polonia ad est.